# Quintus Quinctius Cincinnatus
Pour les articles homonymes, voir Quinctius Cincinnatus.
Quintus Quinctius Cincinnatus est un homme politique de la République romaine, tribun militaire à pouvoir consulaire en 415 et 405 av. J.-C

## Famille
Il est membre des Quinctii Cincinnati, branche patricienne de la gens Quinctia. Il est le fils de Lucius Quinctius Cincinnatus, dictateur en 458 et 439 av. J.-C., le frère de Cæso Quinctius, de Lucius Quinctius Cincinnatus, tribun consulaire en 438, 425 et 420 av. J.-C., et de Titus Quinctius Poenus Cincinnatus, consul en 431 et 428 av. J.-C., et le père de Quintus Quinctius Cincinnatus, tribun consulaire en 369 av. J.-C. Son nom complet est Quintus Quinctius L.f. L.n. Cincinnatus.

## Biographie

### Premier tribunat consulaire (415)
Il est tribun militaire à pouvoir consulaire en 415 av. J.-C avec trois autres collègues. Les Èques de Bola envahissent le territoire de Labicum, récemment conquis et colonisé par les Romains. Les tribuns consulaires mènent une rapide campagne militaire et repoussent les Èques de Bola qui n'ont pas pu bénéficier du soutien du reste des Èques, encore marqués par leur défaite face aux Romains trois ans plus tôt. Bola est prise après un court siège et quelques combats.
Après la conquête de cette ville, le tribun de la plèbe Lucius Decius propose l'envoi d'une colonie, comme cela a été le cas pour Labicum en 419 av. J.-C., mais sa proposition est bloquée par le veto de ses collègues,.

### Deuxième tribunat consulaire (405)
Quintus Quinctius est élu tribun consulaire en 405 av. J.-C. avec cinq collègues dont son parent Titus Quinctius Capitolinus Barbatus. Les tribuns consulaires doivent se répartir sur les différents fronts, Rome étant alors en guerre contre les Étrusques de Véies au nord et contre les Volsques au sud. Les troupes romaines débutent le siège de Véies qui va durer dix ans selon la tradition,.